# Thrinchostoma bryanti
Thrinchostoma bryanti là một loài Hymenoptera trong họ Halictidae. Loài này được Meade-Waldo mô tả khoa học năm 1914.